# 天卫七
天卫七，是天王星的卫星，名为“欧菲莉亚”（Ophelia）。名字来自莎士比亚的悲剧《哈姆雷特》（Hamlet, 又稱“王子复仇记”）中的女主人公欧菲莉亚。（另有一颗小行星的名字也叫做“欧菲莉亚”，即小行星171）。
天卫七是位于天王星第11行星环边缘以外的卫星，它的轨道在天王星的同步轨道半径之内，因此受潮汐力的影响会逐渐接近天王星。

1986年1月20日，天卫七被美国的旅行者2号发现，当时临时命名为S/1986 U 8 2003年，通过哈勃望远镜才被正式看到。